# Pilatus P-4
Die Pilatus P-4 war ein Entwicklungsprojekt der Schweizer Firma Pilatus Flugzeugwerke AG.

## Geschichte
Die P-4 wurde nicht spezifisch als Passagierflugzeug ausgelegt, sondern als Arbeitsflugzeug mit verschiedenen Einsatzmöglichkeiten. Ziel war die Entwicklung eines Flugzeugs in robuster Bauweise, welches gutmütige Flugeigenschaften im Langsamflug aufwies, auf kurzen Pisten starten und landen konnte und anspruchslos in der Wartung war. Am 22. März 1948 startete die P-4 mit dem Luftfahrzeugkennzeichen HB-AET zum Erstflug. Kapazitätsengpässe verhinderten jedoch zu dieser Zeit eine Serienproduktion.
Beachtung fand die P-4 auf dem 18. Pariser Luftfahrtsalon 1949, wo sie einem breiten internationalen Publikum gezeigt wurde. Es war  vorgesehen, die P-4 auch mit Schwimmern oder einem kombinierten Rad-/Skifahrwerk auszurüsten. Projektiert waren auch Einsätze in der Agrarfliegerei.
Am 13. Oktober 1957 stürzte die P-4 während einer Übung mit der Rettungsflugwacht im Sustengebiet ab und wurde zum Totalschaden. Bis zu diesem Zeitpunkt war die P-4 durchgehend im Besitz der Pilatus Flugzeugwerke AG gewesen.
Eine Serienfertigung kam wegen der Auslastung der Pilatus-Werke durch die P-2 Fertigung nicht zustande. Vergleicht man jedoch die P-4 mit der elf Jahre später konstruierten PC-6, so erkennt man, dass die P-4 eine Vorstufe zum ausgereiften Endprodukt Pilatus PC-6 Porter darstellt.

## Technische Daten
| Kenngröße             | Daten                                                              |
| --------------------- | ------------------------------------------------------------------ |
| Besatzung             | 1                                                                  |
| Passagiere            | 4                                                                  |
| Länge                 | 8,60 m                                                             |
| Spannweite            | 11,85 m                                                            |
| Höhe                  | 2,50 m                                                             |
| Leermasse             | 910 kg                                                             |
| Startmasse            | 1500 kg                                                            |
| Reisegeschwindigkeit  | 210 km/h                                                           |
| Höchstgeschwindigkeit | 245 km/h                                                           |
| Dienstgipfelhöhe      | 5000 m                                                             |
| Reichweite            | 1000 km                                                            |
| Triebwerke            | 1 × Lycoming O-435 mit 190 PS. Für die Serie waren 240 PS geplant. |